# Üllő (település)
Üllő város Pest vármegyében, a budapesti agglomerációban, azon belül a Vecsési járásban található. Üllő a Liszt Ferenc nemzetközi repülőtér, az M0-s és az M4-es autóutak közelsége miatt kiváló logisztikai övezetbe esik.

## Fekvése
Üllő Pest vármegyében, Budapest agglomerációjában, a Pesti-síkság szélén fekszik. Tengerszint feletti magassága 125 méter. A főváros központjától 25 kilométerre délkeletre, a Liszt Ferenc repülőtértől 5 kilométer távolságra található. A település mellett haladnak el az M0-s és M4-es autóutak.

## Megközelítése
A település közúti megközelítését igen könnyűvé teszi, hogy közigazgatási területét érinti az ország már említett két, fő közlekedési útvonala: az M0-s a város nyugati határában, az M4-es pedig a belterület északi szélén húzódva, a 4-es főút pedig a központján is végighúzódik. Kelet felől az elkerülését, és ezáltal a tranzitforgalom alól való tehermentesítését szolgálja az M4-est a 4-es főúttal összekötő a 404-es főút, melynek folytatása Gyömrő felé a 3124-es út; déli szomszédjával, Ócsával pedig a 4603-as út kapcsolja össze Üllőt.
A várost a hazai vasútvonalak közül a Budapest–Záhony-vasútvonal érinti, amelynek egy megállási pontja van itt: Üllő vasútállomás. Üllőre Budapest-Nyugati pályaudvarról 30 perc, Kőbánya-Kispest állomásról 20 perc a menetidő. [Autóbusszal Budapest Kispest végállomásról ugyancsak mintegy 30 perc alatt érhető el.]

## A névadóról
Árpád fejedelem öt fia közül Üllő volt sorban a középső. A legidősebb fivér Levente a honfoglalást az Al-Duna irányából biztosítva esett el. A 907. július 3-7-ig zajlott Pozsonyi csatában Árpád mellett három felnőtt fia vezette a magyar tyumeneket/töményeket. Üllő és Tarhos vezette az egyik seregtestet. A támadó Keleti Frank Birodalom királyának, IV. (Gyermek) Lajosnak a hadai kétszeres túlerőben voltak. A magyar hadak a csata végére teljesen megsemmisítették a támadókat. Meghalt Tarhos, Üllő, és Jutocsa is. A harcban szerzett sebesülései miatt Árpád is hamarosan követte fiait. A fejedelemfiak közül csak a még szinte gyermek Zsolt maradt életben. Ez a döntő ütközet tette lehetővé a magyarok nyugati terjeszkedését a továbbiakban, amit ki is használtak.

## Története
Üllő határában avar sírok kövesztik rég a csendet...
A régészeti leletek szerint már az őskorban lakták a települést. A rézkorból csőtalpas edény, a bronzkorból női sírleletek (községi legelő), gázlómadár csontjaiból készült furulya, a vaskorból kelta cserépanyag került elő. A népvándorlás korából hét szarmata-jazig sírt is feltártak. Legjelentősebb régészeti emléke az 1932-ben és az 1951-ben feltárt két avar temető (több, mint 400 sír), melyek feltárása (az első a Disznójárás dűlőn, a második a Vecsés-Üllő közötti felüljárótól déli irányban) jelentősen hozzájárultak a megye avar kori képének megalkotásához.
Ma már történészek által is elfogadott tény, hogy a település neve Árpád fejedelem harmadik fiától származik. A Jeleh – Hülek – Illew – Üllő a névváltozás fontosabb állomásai.
Az 1939/1940-ben az Ilona úton feltárt honfoglalás kori temető (23 sír) László Gyula régész professzor szerint nagycsaládi temetkezőhely volt.
Az első írásos emlék a tatárjárás után, 1252-ből származik: ekkor dezertum (elhagyott puszta), amely egy 1289-es dokumentum szerint már az „üllői nemesek földje”, így 1989-ben ennek ünnepelte 700 éves évfordulóját a település. Mivel ez a dokumentum egy határjárás (birtokadományozás) során keletkezett, van olyan feltevés, hogy talán nem is Üllőre vonatkozik.
Üllő fénykora a középkorban Mátyás király alatt lehetett, mert Pest vármegyének a Duna balparti részének törvénykezési székhelye volt: jó néhány iratot címeztek innen a nádornak, illetve Mátyásnak a törvénykezők.
A település a török korban végig lakott volt, nem pusztult ki, mint szomszédai, bár létszáma 1591-től jelentősen visszaesett. A fennmaradt magyar adófizetők névsorai, a török tulajdonosokkal, szpáhikkal együtt bizonyítják ezt. A török kiverésekor a Buda visszafoglalása miatti harcokban elnéptelenedett, de 1693-tól már ismét lakták. A török hódoltság alatt a település adózott.
| Település               | 1546 | 1559 | 1562 | 1580 | 1591 |
| ----------------------- | ---- | ---- | ---- | ---- | ---- |
| Üllő                    | 1,34 | 3,75 | 4,64 | 4,26 | 5,16 |
| Vecsés                  | 13   | 6,3  | 7,54 | 10   | 10   |
| Petrefalva (Péterfalva) | 9,55 | 6,96 | 5,66 | 8,94 | 5,11 |

A Rákóczi-szabadságharcból 12 üllői katona neve ismert. A falu nagyobb része a váci püspök, majd a váci káptalan birtoka: az 1727-es betelepítés is az utóbbihoz tartozó Püspökszilágyiról történik. A 18. századi mezőgazdasági és birtokviszonyok képét jól mutatja be az üllőiek úrbéri bevallása 1765-ből, mely országos felmérés része volt, s Mária Terézia 1767-es Úrbéri rendeletét előzte meg. A település mai római katolikus temploma – mely műemlék jellegű – 1752-1757 között, a református templom 1844-ben épült.
A napóleoni háborúk idején francia hadifoglyok kerültek Üllőre. A reformkor egyik legjelentősebb eseménye a településen az ország második vasútvonalának megépítése és átadása volt 1847. szeptember 1-jén: a Pest–Cegléd–Szolnok vasútvonallal a település gyorsan bekapcsolódik az országos vasúthálózatba.
Az 1848-49-es szabadságharcban üllőiek is részt vettek, (pontos névsoruk nem ismert) 1849 januárjában megszállt a település katolikus parókiájában Jellasics is, sőt az osztrák főparancsnok Windisch-Grätz is járt itt.
1862-ben elindult a földrendezés (még az 1990-es években is tartott), s a kiegyezés után fellendül a növénytermelés (gyökérzöldség, sárgarépa) és az állattenyésztés (vasúti rampa megépítése). Az 1890-es évektől a mezőgazdasági miniszter engedélyezi a település számára évente két alkalommal az országos állat- és kirakodóvásár megtartását.

### A századfordulótól

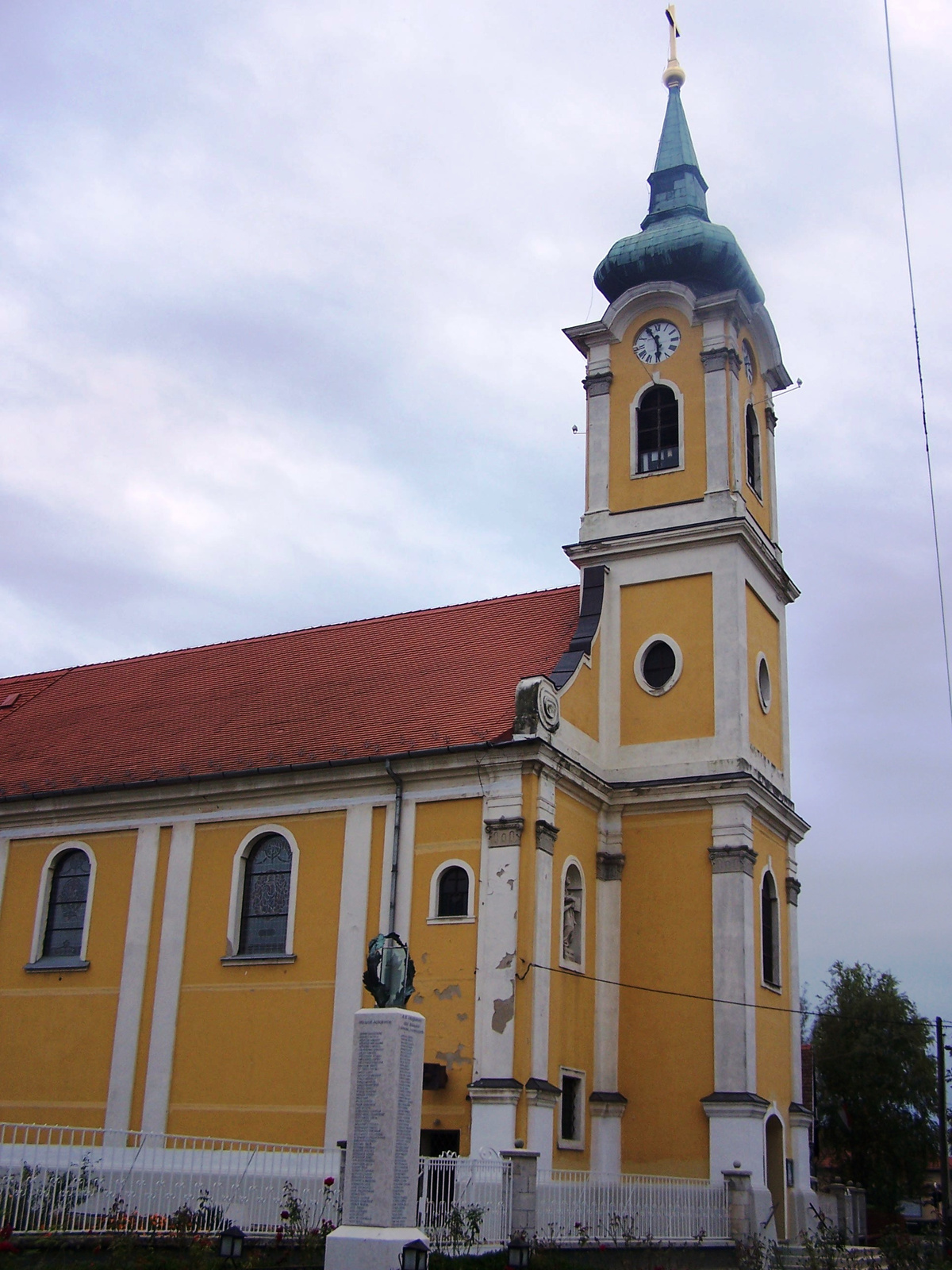
Római katolikus műemléktemplom a felújítás előtt

A század vége felé egyre több üllői jár be a székesfővárosba dolgozni, ekkortól indult fejlődésnek a sport (labdarúgás 1898), a munkásművelődés (1903-tól dal- sport- és önképzőkör).
Az I. világháborúban üllőiek is harcoltak az orosz és olasz fronton (például három pilóta üllői lakos). A 101 áldozat nevét és emlékét a katolikus templom előtti emlékoszlop örökíti meg. A világháború alatt 200 orosz hadifogoly került a településre, velük mezőgazdasági munkát végeztettek.
A háború után egyre több üllői dolgozott Budapesten. Fellendült a közművelődés, a különböző műsoros estek, amatőr színházi előadások fénykora volt ez.
A második világháborút nagyon megszenvedte a község: a katonák, a polgári lakosok közül sokan haltak meg, az áldozatok pontos száma még nem ismert. 1939-ben Üllő 25 lengyel menekült katonát fogadott be (néhányuk leszármazottja ma is él Üllőn). 1944. november 2-án szovjet csapatok jelentek meg Üllőn, így a község is hadszíntérré vált. 1944. nyarán 20 üllői zsidó származású polgárt hurcoltak el Ausztriába. November 5-én német légitámadás érte Üllőt; november folyamán többször is gyalogos- és harckocsi támadás pusztított itt. Ezekben 150-200 fő halt meg, ezért november 9-től a szovjet hadvezetés kiköltöztette a lakosságot Ócsára. November 9-én 14:50-kor találatok miatt a katolikus templom tornya leomlott, a templom 8 mázsás Franciska-harangját június 9-én német katonák vitték el. Pest körülzárása után december 24-26 között a lakosság kezdett visszatelepülni. A tanítás 1945. március 15-től folytatódott július 14-ig.
1944 végén és 1945 elején megalakultak a helyi pártok. 1945. január elején (5-én és 6-án) megalakult a községi képviselő-testület. Létrejött a polgárőrség, az üllői orvosokat tífuszjárvány miatt sikerült visszahozni a településre (dr. Lengyel István, dr. Csík Pál). A települést és környékét Szirony József tűzszerész vezetésével aknátlanították. 1945 tavaszán megindult a vasút helyreállítása, a lakóházak tatarozása. A villanyt 1945. január 15. és június 8. között hozták be a településre (Rákosi Jenő vezetésével). 1945-ben Üllőn a katolikus (10 tanulócsoport) és a református (3 tanulócsoport) iskolának összesen 470 diákja volt.
1948-tól a kor viszonyainak megfelelően megindult a téeszesítés. A  különböző nevű tsz-ek megalakulása, egyesülése végül is a Ferihegy MgTsz létrejöttéhez vezetett, mely három település (Péteri, Üllő, Vecsés) határára terjedt ki. Itt a rendszerváltás 1989-ben hozott gyökeres változást.
A település kultúrtörténetéhez tartozik, hogy 1847 nyarán járt itt Petőfi Sándor, 1866-1867 telén itt lakott Blaha Lujza. 1915-től itt élt – Tornyoslöbön – 1929-ben bekövetkezett haláláig Vargha Gyula, a jó nevű költő, statisztikus 1949-ben itt adta – talán egyik utolsó – műsoros estjét Karády Katalinnal, mielőtt emigrált.
A település 2005. július 1-jén kapta meg a városi rangot.
2007-ben Üllő és Vecsés a Gyáli kistérségből a Monori kistérségbe kerültek át, 2013 óta a Vecsési járáshoz tartoznak.
2010-ben a város elnyerte a befektetőbarát település ezüst fokozatát.

## Közélete

### Polgármesterei
| Időszak   | Név                  | Jelölő szervezet | Megjegyzés                         |
| --------- | -------------------- | ---------------- | ---------------------------------- |
| 1990–1994 | Manczal János        | független        |                                    |
| 1994–1998 | Manczal János        | független        |                                    |
| 1998–2002 | Vasadi István        | független        |                                    |
| 2002–2006 | Vasadi István        | független        |                                    |
| 2006–2006 | Vasadi István        | független        | Hivatalában elhunyt.               |
| 2006–2010 | Kissné Szabó Katalin | független        | Időközi választás 2007. március 4. |
| 2010–2014 | Kissné Szabó Katalin | független        |                                    |
| 2014–2019 | Kissné Szabó Katalin | független        |                                    |
| 2019–2024 | Kissné Szabó Katalin | független        |                                    |
| 2024–     | Tóth Péter           | független        |                                    |

## Közösségi közlekedés

### Volánbusz autóbuszvonalak
Budapest, Kőbánya-Kispest és Üllő között.
 580,  581
Az 580-as busz egy járata hajnalban a Liszt Ferenc repülőtérig közlekedik.

### Vonat
A városnak egy vasútállomása van a 100a számú Budapest–Záhony-vasútvonalon.
A vonatok a Nyugati pályaudvarig közlekednek.
2019. május 27-től, munkanapokon 5:41-től 7:11-ig 30 percenként négy új vonat indul Üllőről, amelyek Üllő és Kőbánya-Kispest között csak Vecsésen állnak meg. Ezek a vonatok Kápolnásnyék, illetve Székesfehérvár állomásra közlekednek, a fő utazási irány – Kőbánya-Kispest – mellett közvetlen kapcsolatot biztosítanak Budapest-Kelenföldre. A vonatok a korszerű FLIRT motorvonatokból kerülnek kiállításra. A menetidő Kelenföldig 30 perc.

## Népesség
A település népességének változása:
| Lakosok száma | 11 585 | 11 653 | 11 949 | 12 692 | 12 666 | 12 611 | 12 605 |
|               | 2013   | 2014   | 2018   | 2021   | 2022   | 2023   | 2024   |

A 2011-es népszámlálás során a lakosok 85,9%-a magyarnak, 1,7% cigánynak, 0,7% németnek, 0,4% románnak mondta magát (14% nem nyilatkozott; a kettős identitások miatt a végösszeg nagyobb lehet 100%-nál). A vallási megoszlás a következő volt: római katolikus 30,7%, református 12,5%, evangélikus 1,2%, görögkatolikus 0,8%, felekezeten kívüli 22% (31,3% nem nyilatkozott).
2022-ben a lakosság 90,4%-a vallotta magát magyarnak, 1% cigánynak, 0,7% németnek, 0,5% románnak, 0,1-0,1% horvátnak, ruszinnak, szlováknak és ukránnak, 3,7% egyéb, nem hazai nemzetiségűnek (9,5% nem nyilatkozott; a kettős identitások miatt a végösszeg nagyobb lehet 100%-nál). Vallásuk szerint 24,3% volt római katolikus, 10,8% református, 1,3% evangélikus, 0,9% görög katolikus, 0,1% ortodox, 1,7% egyéb keresztény, 0,7% egyéb katolikus, 17,9% felekezeten kívüli (42,2% nem válaszolt).

## Nevezetességei
Keresztelő Szent János templom
Az egyhajós templom 1752-ben épült barokk stílusban, egy speciális homlokzat előtti toronnyal. Az építmény érdekessége a hagyományos kunkereszt, amit körmeneteken hordoztak a török hódoltság idején a szertartások során a papok. A templom belsejében egy csodaszép csehsüveg-boltozatot találunk, mely 1843-ban klasszicista stílusban készült és található benne egy főoltárkép, mely Krisztus megkeresztelését ábrázolja. A mellékoltárok és a szószék erősen díszített, pompás barokk stílusban készült. A templomban számos további figyelemre méltó látványosság található. Ilyenek az igényesen kialakított szószék, a keresztelőkút és a sekrestyeszekrény.
Református templom
Elődje egy középkorban épült templom, mely egy 1673-as térképen szerepelt. A kőből épült keletelt templom igen kicsiny volt, famennyezet fedte kétablakos hajóját. A szentélyben állt a kőszószék és mindkét hosszanti oldalán karzata volt. (Várady József: Dunamellék református templomai 203.l)
Az új templomhoz az 1840-es évek elején indult meg az anyagbeszerzés. A követ a budai hegyekből, a fát Szolnokról szállították szekereken, s építették fel a jelenlegi templomot 1844-ben. Az üllői egyház 1719-1894 -ig a gyömrői egyház leányegyháza volt. Ekkor vált újra önálló anyaegyházközséggé. Az eredetileg alacsonyabb tornyot 1907-ben emelték fel mai 26 méteres magasságra.
Az 1840-es évek elején indult meg az anyagbeszerzés. A követ a budai hegyekből, a fát Szolnokról szállították szekereken, s építették fel a jelenlegi templomot 1844-ben. Az üllői egyház 1719-1894 -ig a gyömrői egyház leányegyháza volt. Ekkor vált újra önálló anyaegyházközséggé.
Az eredetileg alacsonyabb tornyot 1907-ben emelték fel mai 26 méteres magasságra, mintegy 180 év hátrányos megkülönböztetésének lezárásaként.
A két templom harangja, valamint a városközpontban felállított honfoglalás emlékszobra és az életfa. Az iskolában (Üllői Árpád Fejedelem Általános Iskola) minden évben megrendezett Árpád-napok. Híres még az Állatorvos-tudományi Egyetem Kutató Telepe a Dóra-majorban (Üllőhöz tartozó terület).

## Híres emberek
- Itt született Gyurkó Ilona színésznő
- Itt született Kürthy Ila színésznő, énekesnő.
- Itt született Mészáros Sándor vegyészmérnök, feltaláló.

## Képek

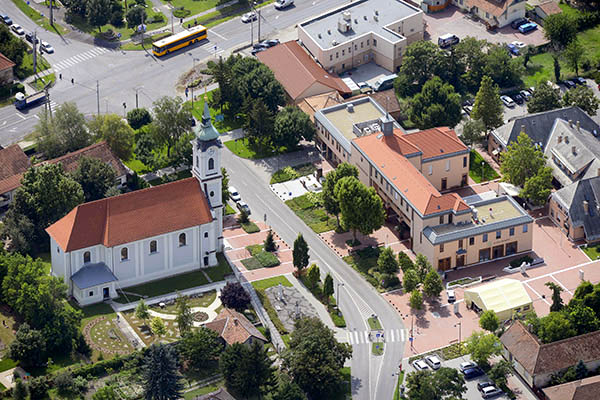
Üllő központjának egy része.
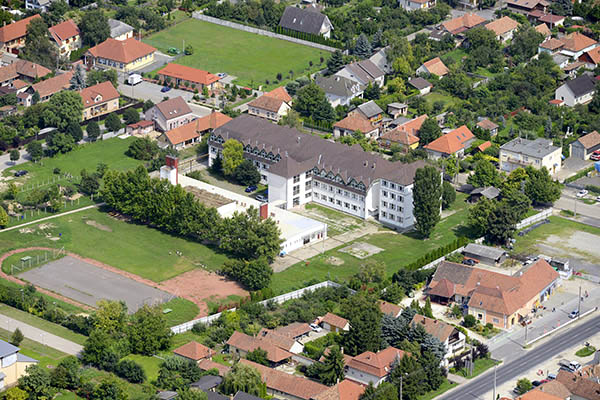
Árpád Fejedelem Általános Iskola.
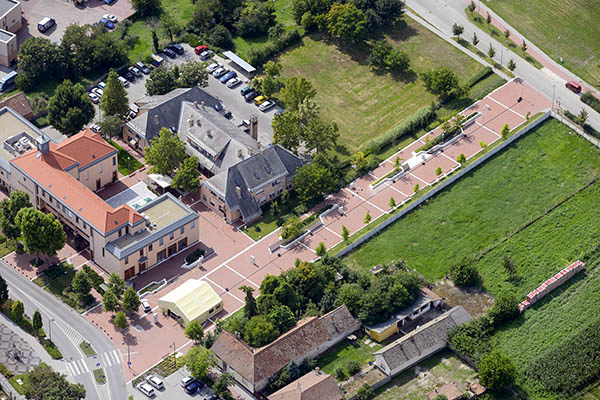
Városháza és az egészségház.
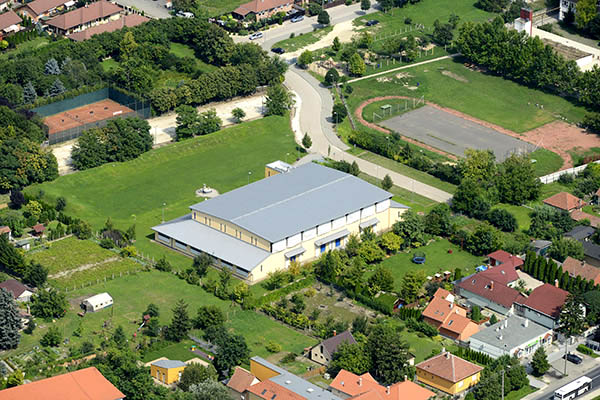
Üllő Városi Sportcsarnok.
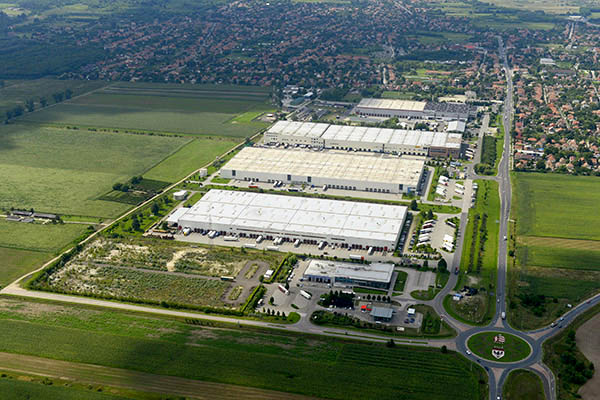
Viktória Ipari Park a bővítés előtt.
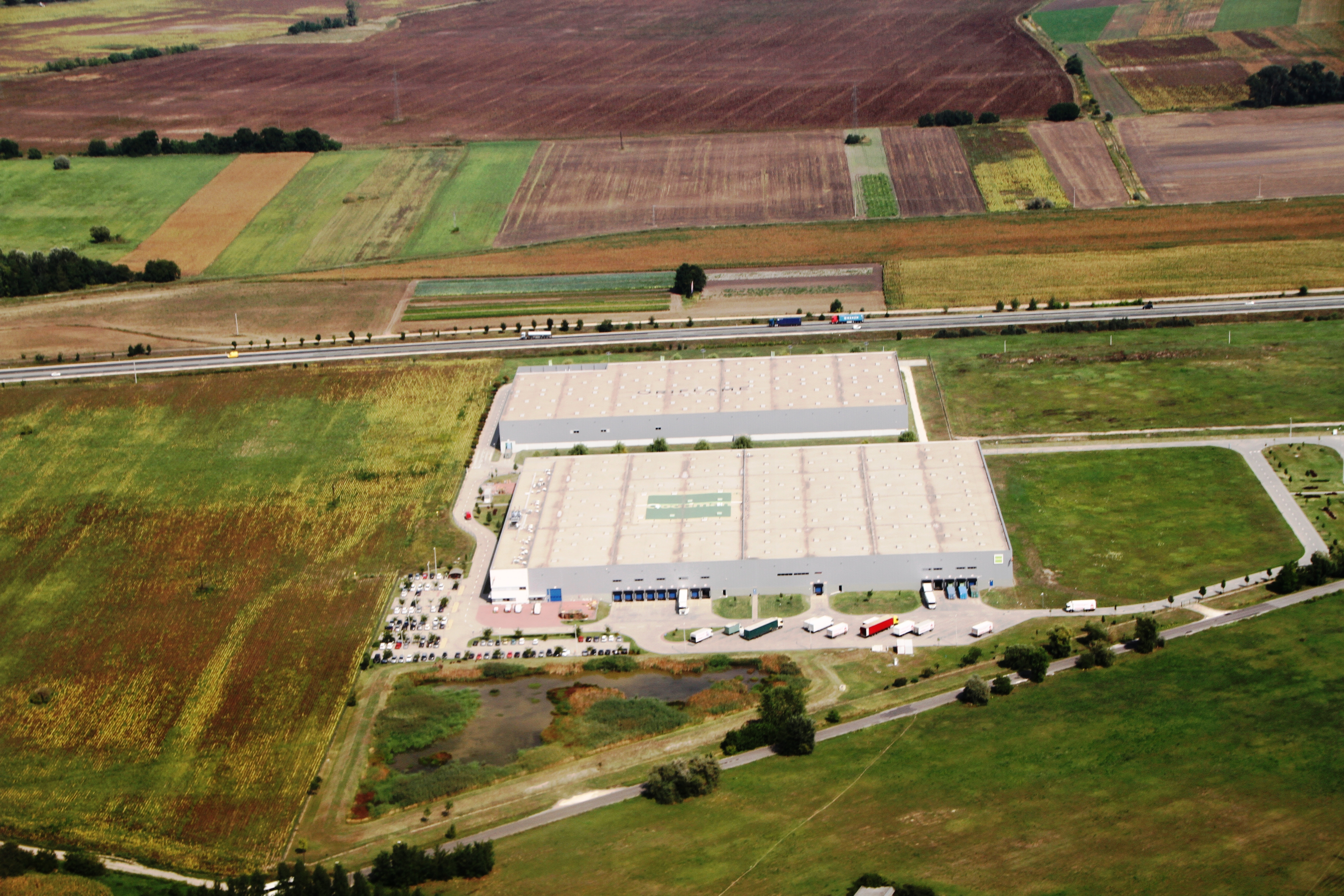
Üllő Airport Logisztikai Központ a bővítés előtt.

## A település az irodalomban
- Üllő az egyik, érintőlegesen említett helyszíne Mattyasovszky Jenő Hód zsákutcában című bűnügyi regényének.